# Clarias macrocephalus
Clarias macrocephalus es una especie de pez de la familia Clariidae en el orden de los Siluriformes.

## Morfología
• Los machos pueden llegar alcanzar los 120 cm de longitud total.

## Distribución geográfica
Se encuentra desde Tailandia hasta el Vietnam. Introducido en la China, Malasia, Guam y Filipinas.